# 홀랜드 스미스
홀랜드 맥테이어 스미스(영어: Holland McTyeire Smith, 1882년 4월 20일 ~ 1967년 1월 12일)는 미국의 군인으로 태평양 전쟁 당시 많은 전투를 지휘해 큰 공을 세웠다.
미국 앨래배마주 러셀에서 태어나 대학 생활을 마치고 변호사 생활을 시작했으나 적성에 맞지 않아 1905년 해병대에 지원했다. 1906년 버지니아주 콴티코의 해병학교를 졸업하고 제1해병여단에 배치되어 필리핀 원정 복무를 마친다.
이후 미국 각지의 신병 훈련소와 파나마, 필리핀, 동아시아 등을 근무 및 항해하다가 1915년 미국으로 귀국하였다가 도미니카 공화국으로 다시 원정을 떠난다. 1918년 제1차 세계대전에 참전해 프랑스 베르됭에 배치되었다가 파리 근교에서 독일군과 벌어진 전투에서 전방과 후방의 연락 여단 장교로 큰 공을 세워 프랑스로부터 무공 십자 훈장을 받았다.
그리고 참모장, 사령관 등으로 승진을 거쳐, 일본의 도발로 태평양 전쟁이 발발하자, 1942년 8월, 5 함대 상륙 군단장으로 임명되었다. 타라완 전투와 마킨 전투에서 끔찍한 피해를 입어 많은 비난을 받았다. 이후 콰절런 전투, 1944년 사이판 전투, 괌 전투, 이오지마 전투 등을 지휘하였다.
1945년 7월 제2차 세계 대전이 끝남에 따라 귀국하고 이듬해 1946년 전역하였다. 그 후, 홀랜드는 캘리포니아주 라호야에서 정원을 가꾸며 여생을 보내다가, 1967년 오랜 투병 생활로 샌디에이고 해군 병원에서 사망했다. 이때 그가 죽을때까지 수여받은 훈장은 모두 18개에 달했다.

## 같이 보기
- 타라와 전투
- 사이판 전투